# Ballast Nedam
Die Ballast-Nedam N.V. ist ein niederländisches Bauunternehmen mit Hauptsitz in Nieuwegein. Seit Juli 2015 gehört es über die Renaissance Construction B.V. zur türkischen Rönesans Holding A.S. Die befindet sich im Mehrheitsbesitz des türkischen Milliardärs Erman Ilıcak.
Besonders auf dem Gebiet des Wasserbaus, Verkehrsbau und bei Offshorebauwerken ist B-N über die Niederlande hinaus bekannt.

## Geschichte
Der Gründer der seit 1917 bestehenden Ned. Aannemingsmaatschappij (kurz: Nedam) war bereits am Bau des Friedenspalastes (heute Sitz des Internationalen Gerichtshofs) beteiligt.
Die seit 1877 bestehende Amsterdamsche Ballast Maatschappij war u. a. am Bau des Abschlussdeiches beteiligt.
Im Jahr 1969 fusionierten diese beiden traditionsreichen Firmen.
Zu den international bekannteren Projekten, an denen das Unternehmen tätig war, gehören:
- das Oosterschelde-Sturmflutwehr (1986) in den niederländischen Deltawerken;
- der King Fahd Causeway (1986), die Brücken- und Dammverbindung zwischen Saudi-Arabien und Bahrain;
- die Amsterdam Arena (1996);
- die Confederation Bridge (1997) zwischen den kanadischen Provinzen New Brunswick und Prince Edward Island;
- die Storebæltsbroen (Westbrücke) (1998) über den Großen Belt;
- Standort Cuxhaven von Siemens Gamesa (2017; gemeinsam mit Schwesterunternehmen Heitkamp Ingenieur- und Kraftwerksbau).

Die Aktien wurden bis 2016 bei NYSE Euronext in Amsterdam gehandelt und waren dort im Index AScX enthalten.

## Geschäftsfelder
Das Unternehmen ist in folgenden Sparten aktiv:
- Development (verwaltet und entwickelt PPP-Projekte)
- Concessions (Projektfinanzierung; rechtliche und kommerzielle Expertise)
- Construction (Bau, vor allem Wohnungsbau und Verkehrsbau)
- Industrial (Bau mit hoher Komplexität)

## Aktivitäten in Deutschland
Verschiedene Tochterunternehmen hatten ihren Sitz in Magdeburg. Zu den in Deutschland realisierten Projekten gehören:
- Installation von 21 Gründungen für Windenergieanlagen beim Offshore-Windpark Baltic 1
- Enteisungsanlagen für DB Fernverkehr in Nordrhein-Westfalen